# Tiếng Kashmir
Tiếng Kashmir (كٲشُر, कॉशुर), hay tiếng Koshur (kọ̄šur hay kạ̄šur) là một ngôn ngữ Dard thuộc ngữ chi Ấn-Arya và được nói chủ yếu ở thung lũng Kashmir và thung lũng Chenab của Jammu và Kashmir.
Có hơn 6 triệu người nói tiếng Kashmir, phân bố ở Jammu và Kashmir cùng các cộng đồng người Kashmir tại những ban khác của Ấn Độ, cũng như ở thung lũng Neelam và thung lũng Leepa của Azad Kashmir, Pakistan (khoảng 350.000 người nói).
Tiếng Kashmir là một trong 22 ngôn ngữ trong danh mục 8 của hiến pháp Ấn Độ, là ngôn ngữ chính thức của Jammu và Kashmir. Đa số người nói tiếng Kashmir cũng nói tiếng Urdu và/hoặc tiếng Anh như ngôn ngữ thứ hai. Từ tháng 11 năm 2008, học tiếng Kashmir trở thành việc bắt buộc ở tất cả trường công trong thung lũng cho cấp hai.